# 네우스트리아
네우스트리아(Neustria) 또는 네우스트라시아는 아키텐에서 영국 해협에 이르는 지역을 부르는 중세의 지명으로 대체로 오늘날 프랑스 북부지역을 말한다. 중심도시는 파리와 수아송이며 6세기에서 8세기경 프랑크 왕국 메로빙거 왕조시대에 형성되었다.

## 개요
네우스트리아는 원래 '새로운 땅'(프랑스어로는 neuf, 독일어로는 neu)을 뜻하는 말로 새로운 땅을 뜻하는 단어 네우와 땅을 뜻하는 트리아의 합성어로 출발하였다. 이는 프랑크족이 갈리아 북부지방을 새로이 개척한 땅이라는 것에서 유래했다. 메로빙거 시대에는 주로 동쪽 프랑크 왕국인 아우스트라시아와 구별하여 서쪽 프랑크 왕국을 일컫는 말이 되었으며 아우스트라시아와는 경쟁관계에 있었다.
687년 아우스트라시아의 궁재 피핀 2세가 네우스트리아를 병합하여 프랑크 왕국을 하나로 통합했다. 카롤링거 왕조 이후에는 카롤링거 제국의 종속된 왕국으로 유지되다가 843년 베르됭 조약 이후 서 프랑크 왕국이 되었다.
프랑크왕국이 통일된 뒤 카롤링거 왕조 치하에서도 종종 네우스트리아의 분국왕이 봉해지기는 하였다. 768년 피핀 사후 카를로만이 네우스트리아를 분배받았고, 그 뒤로 샤를마뉴의 셋째 아들 청년왕 샤를 2세이 네우스트리아의 왕에 봉해졌고, 그 뒤로는 경건왕 루트비히, 경건왕 루트비히의 아들 로타르 1세, 대머리 카를의 아들 말더듬이 루이, 말더듬이 루이 2세의 아들 카를로만이 각각 네우스트리아의 왕이 되었다. 그러나 9세기 중반 외드와 로베르 1세가 네우스트리아의 실력자가 되었으며, 위그 카페 즉위 후에는 국왕의 직할령이 되었다.